# カステル・ゴッフレード
カステル・ゴッフレード（伊: Castel Goffredo）は、イタリア共和国ロンバルディア州マントヴァ県にある、人口約13,000人の基礎自治体（コムーネ）。

## 地理

### 位置・広がり

#### 隣接コムーネ
隣接するコムーネは以下の通り。括弧内のBSはブレシア県所属を示す。
- アックアフレッダ (BS)
- アーゾラ
- カルペネードロ (BS)
- カザルモーロ
- カザロルド
- カスティリオーネ・デッレ・スティヴィエーレ
- チェレザーラ
- メードレ

### 気候分類・地震分類
気候分類では、zona E, 2428 GGに分類される。
また、イタリアの地震リスク階級 (it) では、zona 3 (sismicità bassa) に分類される。

## 行政

### 分離集落
カステル・ゴッフレードには、以下の分離集落（フラツィオーネ）がある。
- Berenzi, Bocchere, Casalpoglio, Coletta, Gambina, Giliani, Lisnetta, Lodolo, Lotelli, Molino Nuovo, Perosso, Poiano, Profondi, Romanini, Sant'Anna, Selvole, Valzi, Villa, Zecchini

## 姉妹都市
- ピラン、スロベニア 1993年

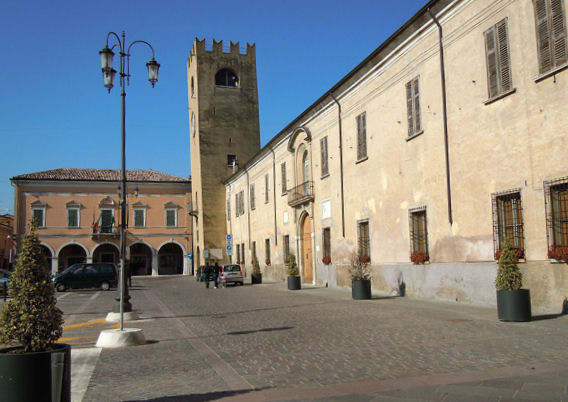